# 斯图雷·埃里克松
斯图雷·埃里克松（瑞典語：Sture Ericsson，1898年1月15日—1945年9月30日），瑞典男子体操运动员。他曾获得1920年夏季奥运会体操比赛男子团体瑞典式金牌。他于1945年在赫尔辛堡去世。